# Hans Eder (Fußballspieler)
Hans „Gustav“ Eder (* 14. November 1934 in Berlin; † 5. September 2022 in Braunschweig) war ein deutscher Fußballspieler und späterer -trainer. Er wirkte vorwiegend bei Hertha BSC als Abwehrspieler. In Berlin wird er bis heute als „einer der größten Herthaner aller Zeiten“ verehrt. Der Defensivspieler hat von 1953 bis 1963 in der Vertragsliga Berlin bei den Vereinen Union 06 Berlin, Tennis Borussia und Hertha BSC insgesamt 222 Ligaspiele absolviert und dabei 47 Tore erzielt.

## Spielerkarriere
Bei Union Oberschöneweide begann Eder 1947 als Jugendspieler seine Laufbahn, bevor er 1950 in den Westteil Berlins mit der gesamten ersten Mannschaft und Jugend von Union zu dem neugegründeten Verein Union 06 wechselte. Dort rückte er 1953 in die 1. Mannschaft auf. Bei den Blau-Weißen debütierte er am 15. November 1953 bei einem 6:1-Heimerfolg gegen Kickers 1900 als rechter Außenläufer im damaligen WM-System in der Stadtliga. Mit dem Titelverteidiger belegte Eder 1953/54 den 3. Platz und hatte dabei an der Seite von Mitspielern wie Torhüter Gerhard Wittke, Richard Strehlow, Paul Lemm, Heinz Rogge, Paul Salisch, Günther Schulz und Erwin Wax neun Spiele in seiner Debütsaison absolviert. 1956 wechselte er zu Tennis Borussia Berlin, wo er 1956/57 Vizemeister und 1957/58 Meister der Stadtliga Berlin wurde. In seiner ersten Saison bei TeBe war er noch deutlich offensiv ausgerichtet und erzielte an der Seite von Horst Schmutzler zwölf Tore. In der Endrunde um die deutsche Fußballmeisterschaft 1958 kam er jeweils als Mittelläufer in den Spielen gegen den Karlsruher SC (0:1), FC Schalke 04 (0:9) und Eintracht Braunschweig (3:8) zum Einsatz.

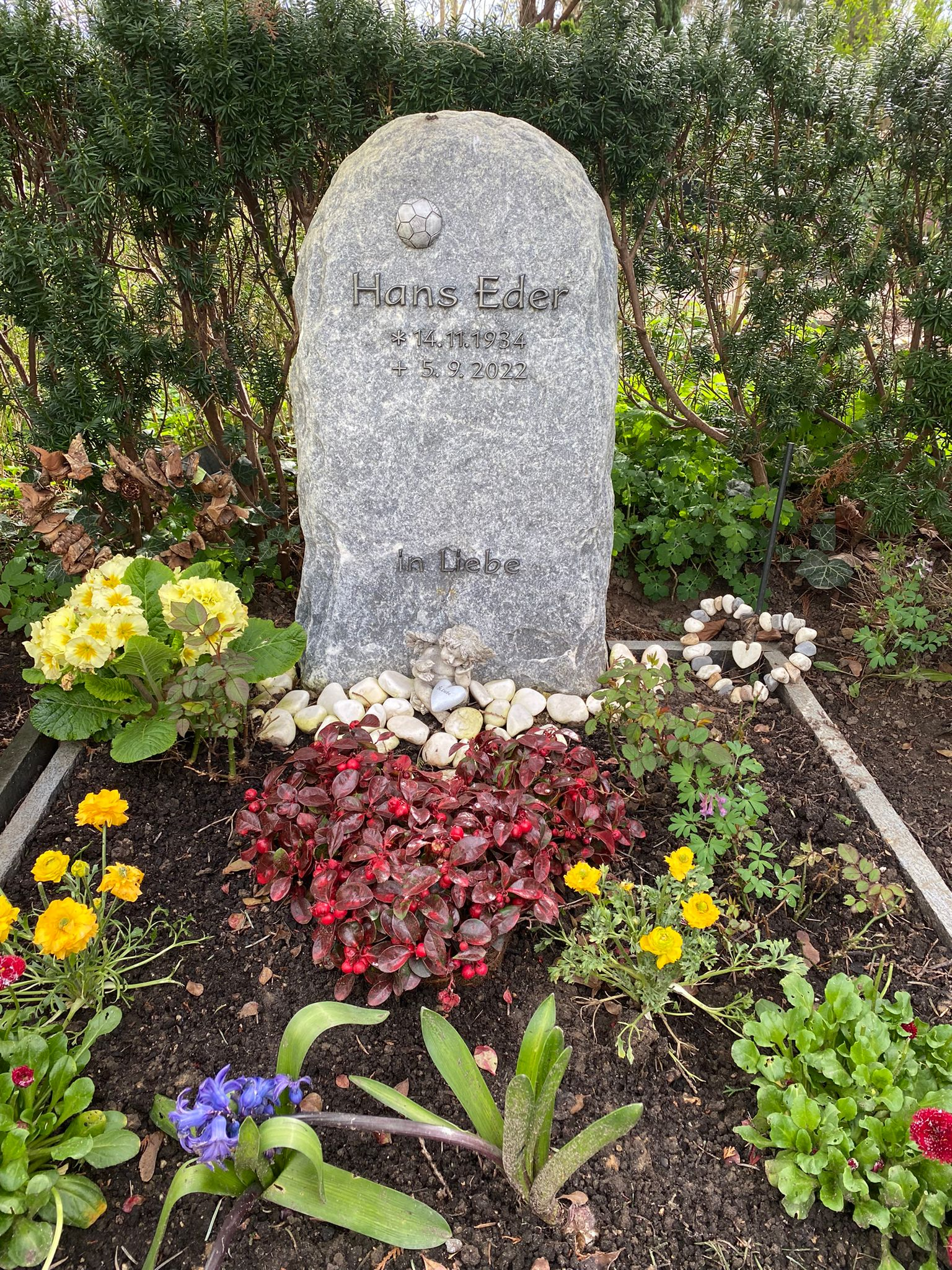
Grabstätte auf dem Friedhof Schmargendorf (Abt. K)

Von Tennis Borussia ging er 1962, noch vor der Einführung der Bundesliga, für die damals hohe Summe von 80.000 DM zur Hertha. Die Herthaner gewannen 1962/63, dem letzten Jahr der Stadt- beziehungsweise Oberliga als höchster Spielklasse, die Meisterschaft mit 45:9 Punkten und Eder hatte an der Seite von Mitspielern wie Torhüter Wolfgang Tillich, Hans-Günter Schimmöller, Günter Schüler, Lothar Groß, Helmut Faeder, Hans-Joachim Altendorff (41 Tore), Klaus Heuer, Lutz Steinert und Horst Waclawiak unter Trainer Hanne Sobek in 23 Ligaeinsätzen fünf Tore erzielt. In der Endrunde wurde er nur beim 3:0-Heimerfolg am 22. Juni gegen den 1. FC Kaiserslautern aufgeboten. Als Spieler von Union 06 kam Eder beim ersten offiziellen Länderspiel der Juniorennationalmannschaft U 23 am 25. Juni 1955 für den DFB in Frankfurt zum Einsatz. Bei einem 3:3-Remis gegen Jugoslawien hatte er vor Torhüter Manfred Orzessek mit Werner Vigna das deutsche Verteidigerpaar gebildet. Mit der Berliner Stadtauswahl hatte er 1961/62 im Messepokal in den zwei Spielen gegen den FC Barcelona im September 1961 (1:0, 0:3) mitgewirkt. Er hatte dabei mit Rudolf Zeiser und Günter Schüler die Läuferreihe gebildet. In der Stadtauswahl hat Eder von 1954 bis 1967 50 Einsätze bestritten.
Eder eröffnete mit der Hertha am 24. August 1963 mit einem Heimspiel gegen den 1. FC Nürnberg das Kapitel Bundesliga. Beim 1:1-Remis gegen den von Max Morlock angeführten „Club“ agierte er als Mittelläufer und hatte es in den meisten Zweikämpfen mit Heinz Strehl zu tun. Mit Otto Rehhagel, Carl-Heinz Rühl, Uwe Klimaschefski und Harald Beyer standen vier Neuzugänge in der Hertha-Elf. Im ersten Bundesligajahr war er wie gewohnt Stammspieler, kam dabei auf 26 Bundesligaeinsätze und steigerte diese Quote im zweiten Bundesligajahr 1964/65 auf 30 Partien. Erneut erreichte Hertha, nun mit Neuzugang Wolfgang Fahrian im Tor, dabei den 14. Tabellenrang in der westdeutschen Eliteliga. Da die Hertha ihren Aktiven weitaus mehr gezahlt hatte, als das DFB-Statut vorsah, wurden die Berliner mit dem Bundesligaausschluss bestraft und in die zweitklassige Regionalliga Berlin zur Saison 1965/66 versetzt. Dreimal in Folge gewann Eder mit seiner Mannschaft in den Jahren 1966 bis 1968 in der Berliner Regionalliga die Meisterschaft; aber erst im dritten Anlauf konnte er sich mit der Hertha 1968 in der Aufstiegsrunde durchsetzen und somit die Bundesligarückkehr feiern. Eder hat von 1965 bis 1968 mit der Hertha 51 Ligaspiele in der Regionalliga und 16 Spiele in der Bundesligaaufstiegsrunde absolviert.
1971 wirkte er kurzzeitig als Assistent von „Fiffi“ Kronsbein. Sein größter Erfolg bei Hertha war der 6. Platz in der 1. Bundesliga in der Saison 1971/72, wobei er in dieser Spielzeit nur einmal zum Einsatz kam. Im Sommer 1972 verabschiedete sich Eder vom aktiven höherklassigen Fußball. Insgesamt absolvierte er 57 Spiele in der höchsten deutschen Spielklasse – in den Jahren von 1968, dem Zeitpunkt des Wiederaufstiegs, bis 1972, seinem Ende als Hertha-Profi, war es nur noch diese einzige.

## Trainer
Bereits ein Jahr nachdem er mit dem aktiven Fußball aufgehört hatte, kehrte Hans Eder am 14. März 1974 zurück zu Hertha BSC, diesmal allerdings als Trainer, er löste Helmut Kronsbein ab und führte die Runde 1973/74 zu Ende. Mit 1. Juli 1974 übernahm Dettmar Cramer die Hertha, nach acht Tagen war er aber schon wieder weg und Eder sprang bis zum 16. Juli ein, ehe mit Georg Keßler wieder ein Cheftrainer bis zum 30. Juni 1977 am Werk war. Als Kuno Klötzer zum 28. Oktober 1979 entlassen wurde, sprang Eder wieder als Ersatz bis zum 26. Dezember 1979 ein. Ähnlich die Vorgehensweise in der Saison 1985/86: Uwe Kliemann wurde am 11. November 1985 entlassen, Eder übernahm sofort und führte die Trainertätigkeit bei Hertha bis zum 31. Dezember 1985 fort.
Trotzdem arbeitete er als Assistenztrainer bis zu der Saison 1990/1991 für Hertha BSC; zwischen 1968 und 1990 erlebte der frühere Hertha-Spieler elf Cheftrainer, denen er immer loyaler Mitstreiter war. „Ich bin der geborene Co-Trainer“, sagt Eder von sich, und tatsächlich war er nie ein Mann, der am Stuhl seines Chefs sägte. Eder begleitete und erlebte als Trainer-Assistent viele Generationen von Hertha-Spielern, formte diese entscheidend mit. Am nachhaltigsten im Gedächtnis geblieben sind ihm dabei Lorenz Horr, Erich Beer, Erwin Kostedde und Wolfgang Gayer.

## Trivia
Den Spitznamen Gustav verdankte Hans Eder der Namensgleichheit mit dem erfolgreichen Berliner Boxer Gustav Eder.